# Dezil'
Dezil' est un groupe seychellois de zouk connu pour leur tube de l'été de 2005, San ou (La Rivière).

## Biographie
En 2003, Martin qui est alors champion de karaté et Juan qui fait partie de l'équipe nationale junior de football, tous deux lycéens de 16 et 17 ans, se rencontrent et décident de fonder le groupe Gh Boyz. Ils se mettent à l'écriture d'un album et commencent l'enregistrement, le titre est interprété par Sandra Esparon. 
Philippe Besombes – producteur, réalisateur et coauteur du Groupe Dezil' – assure également la production et l'écriture du clip San ou (La Rivière). Ce premier single fait partie des dix meilleures ventes en 2005 dans le classement SNEP avec plus de 460 000 exemplaires vendus. Le single a été certifié disque de diamant en France.
Le clip a été tourné aux Seychelles sur l'île de Praslin, en grande partie à l'hôtel l'Archipel situé à Anse Gouvernement.
En 2006, il adapte, produit et réalise les singles Laisse tomber les filles...adaptation de Pass the Dutchy... de Musical Youth dont il produit et écrit également le clip ainsi que celui du single suivant Tu peux crier également disque d'or.

## Discographie

### Album
- En 2009, Dezil' a sorti un nouvel album, Black Queen, qui comporte notamment des chansons comme Danser sur la plage et Elle s'appelle Sandra.

### Singles
- San ou (La Rivière) : un des tubes de l'été 2005. + de 550 000 exemplaires
- Laisse tomber les filles (Qui se maquillent) : reprise du tube des années 1980, Pass the Dutchie de Musical Youth.
- Tu peux crier